# Kucsmás gém
A kucsmás gém (Pilherodius pileatus) a madarak (Aves) osztályának gödényalakúak (Pelecaniformes) rendjébe, ezen belül a gémfélék (Ardeidae) családjába tartozó Pilherodius madárnem egyetlen faja.

## Rendszerezése
A fajt Pieter Boddaert holland  orvos és ornitológus írta le 1783-ban, az Ardea nembe Ardea pileata néven.

## Előfordulása
Panama, Bolívia, Brazília, Ecuador, Francia Guyana, Guyana, Kolumbia, Paraguay, Peru, Suriname és Venezuela területén honos. Természetes élőhelyei a mocsarak, tavak, folyók és patakok környéke. Állandó nem vonuló faj.

## Megjelenése
Átlagos testhossza 61 centiméter, testtömege 518-591 gramm.  Jellegzetes fekete sapkája van, három-négy hosszabb fehér tollal, kék színű csupasz bőre látszik az arcon, nyaka, mellkasa és hasa sárgásfehér, tollazata többi része pedig szürke.
|  |  |

## Természetvédelmi helyzete
Az elterjedési területe rendkívül nagy, egyedszáma pedig ismeretlen. A Természetvédelmi Világszövetség Vörös listáján nem fenyegetett fajként szerepel.